# Puchar Narodów Oceanii 2024
Puchar Narodów Oceanii 2024 – jedenasta edycja turnieju o mistrzostwo Oceanii w piłce nożnej mężczyzn. Będą to pierwsze rozgrywki od 8 lat, od roku 2016, ponieważ edycja w 2020 nie odbyła się z powodu pandemii COVID-19. Gospodarzem turnieju będzie Vanuatu oraz Fidżi. Turniej odbędzie się w dniach 15 – 30 czerwca 2024. Pierwszy raz od kilku edycji Puchar Narodów Oceanii nie jest częścią eliminacji do Mistrzostw Świata (kwalifikacje rozpoczną się osobno we wrześniu, po zakończeniu mistrzostw).
Tytuł obroniła reprezentacja Nowej Zelandii. W finale pokonała Vanuatu, dla którego był to pierwszy medal w historii rozgrywek. Trzecie miejsce zajęło Tahiti, pokonując Fidżi.

## Gospodarz
Nowa Zelandia miała być gospodarzem turnieju w 2020, który ostatecznie został odwołany przez pandemię COVID-19. Ostatecznie Oceania Football Confederation zdecydowało, że obecny turniej nie będzie się tam odbywał, a kandydatura Nowej Zelandii przepada. 1 grudnia 2023 ogłoszono, że gospodarzem Pucharu Narodów Oceanii 2024 zostało Vanuatu.
W maju 2024 zmieniono zdanie. Mecze, które początkowo miały się odbywać w Luganville zostały przeniesione do stolicy Fidżi, Suvy. Turniej zorganizują więc wspólnie Vanuatu oraz Fidżi. Mecze grupy A oraz fazy pucharowej odbędą się w Port Vili, a spotkania grupy B w Suvie.

## Eliminacje
W Pucharze Narodów Oceanii 2024 weźmie udział 8 zespołów. 7 najwyżej rozstawionych drużyn w rankingu FIFA kwalifikuje się na turniej bezpośrednio. Pozostałe 3 zgłoszone drużyny rozegrają eliminacje w dniach 20–26 marca 2024, które odbędą się na Tonga.

## Stadiony
| Freshwater Stadium | Stadion Narodowy  |
| Pojemność: 6 500   | Pojemność: 15 000 |
|                    |                   |

## Uczestnicy
| Drużyna           | Sposób kwalifikacji  | Liczba występów do tej pory | Najlepszy wynik                           | Ostatni występ |
| ----------------- | -------------------- | --------------------------- | ----------------------------------------- | -------------- |
| Vanuatu           | automatycznie        | 9                           | IV miejsce (1973, 2000, 2002, 2008)       | 2016           |
| Fidżi             | automatycznie        | 8                           | III miejsce (1998, 2012)                  | 2016           |
| Nowa Kaledonia    | rezygnacja z udziału | 6                           | II miejsce (2008, 2012)                   | 2016           |
| Nowa Zelandia     | automatycznie        | 10                          | Zwycięstwo (1973, 1998, 2002, 2008, 2016) | 2016           |
| Papua-Nowa Gwinea | automatycznie        | 4                           | II miejsce (2016)                         | 2016           |
| Tahiti            | automatycznie        | 9                           | Zwycięstwo (2012)                         | 2016           |
| Wyspy Salomona    | automatycznie        | 7                           | II miejsce (2004)                         | 2016           |
| Samoa             | zwycięzca eliminacji | 2                           | Faza grupowa (2012, 2016)                 | 2016           |

## System rozgrywek
Turniej został podzielony na dwie następujące części:
- Faza grupowa: Osiem drużyn zostało podzielonych na dwie grupy. Do półfinałów awansują po dwa najlepsze zespoły z każdej grupy.
- Faza pucharowa: W tej części rozgrywki toczyć się będą systemem pucharowym. Zwycięzcy półfinałów zagrają o tytuł w finale, a przegrani rozegrają mecz o 3. miejsce[1][2].

## Losowanie
Losowanie grup odbyło się 24 stycznia 2024 w Auckland. Koszyki ułożono na podstawie końcowej klasyfikacji drużyn podczas Pucharu Narodów Oceanii 2016.
| Koszyk 1                              | Koszyk 2                                               | Koszyk 3                        |
| ------------------------------------- | ------------------------------------------------------ | ------------------------------- |
| 1. Nowa Zelandia 2. Papua-Nowa Gwinea | 1. Nowa Kaledonia 2. Wyspy Salomona 3. Tahiti 4. Fidżi | 1. Vanuatu (gospodarz) 2. Samoa |

## Faza grupowa

### Grupa A
| Lp. | Drużyna        | M | Mecze | Mecze | Mecze | Bramki | Bramki | Bramki | Pkt |
| Lp. | Drużyna        | M | W     | R     | P     | +      | −      | +/−    | Pkt |
| --- | -------------- | - | ----- | ----- | ----- | ------ | ------ | ------ | --- |
| 1.  | Nowa Zelandia  | 2 | 2     | 0     | 0     | 7      | 0      | +7     | 6   |
| 2.  | Vanuatu        | 2 | 1     | 0     | 1     | 1      | 4      | −3     | 3   |
| 3.  | Wyspy Salomona | 2 | 0     | 0     | 2     | 0      | 4      | −4     | 0   |
| 4.  | Nowa Kaledonia | 0 | 0     | 0     | 0     | 0      | 0      | 0      | 0   |

| 15 czerwca 2024 03:00 CEST | Nowa Zelandia | Raport | Nowa Kaledonia | Freshwater Stadium, Port Vila |
|                            |               |        |                |                               |

| 15 czerwca 2024 06:00 CEST | Wyspy Salomona | 0:1(0:0)Raport | Vanuatu · 72' Tangis | Freshwater Stadium, Port Vila Widzów: 5 000 Sędzia: Veer Singh |
|                            |                |                |                      |                                                                |

| 18 czerwca 2024 06:00 CEST | Nowa Zelandia · Waine 6', 11' · Barbarouses 45+4' | 3:0(3:0)Raport | Wyspy Salomona | Freshwater Stadium, Port Vila Widzów: 3 000 Sędzia: David Yareboinen |
|                            |                                                   |                |                |                                                                      |

| 18 czerwca 2024 06:00 CEST | Vanuatu | Raport | Nowa Kaledonia | Freshwater Stadium, Port Vila |
|                            |         |        |                |                               |

| 21 czerwca 2024 03:00 CEST | Nowa Kaledonia | Raport | Wyspy Salomona | Freshwater Stadium, Port Vila |
|                            |                |        |                |                               |

| 21 czerwca 2024 06:00 CEST | Vanuatu | 0:4(0:2)Raport | Nowa Zelandia · 10' Mata · 26' (sam.) Kaltack · 63' Just · 77' Old | Freshwater Stadium, Port Vila Widzów: 7 200 Sędzia: Veer Singh |
|                            |         |                |                                                                    |                                                                |

### Grupa B
| Lp. | Drużyna           | M | Mecze | Mecze | Mecze | Bramki | Bramki | Bramki | Pkt |
| Lp. | Drużyna           | M | W     | R     | P     | +      | −      | +/−    | Pkt |
| --- | ----------------- | - | ----- | ----- | ----- | ------ | ------ | ------ | --- |
| 1.  | Fidżi             | 3 | 3     | 0     | 0     | 15     | 2      | +13    | 9   |
| 2.  | Tahiti            | 3 | 1     | 1     | 1     | 3      | 2      | +1     | 4   |
| 3.  | Papua-Nowa Gwinea | 3 | 1     | 1     | 1     | 4      | 7      | −3     | 4   |
| 4.  | Samoa             | 3 | 0     | 0     | 3     | 2      | 13     | −11    | 0   |

| 16 czerwca 2024 03:00 CEST | Tahiti · Degrumelle 4' · Tehau 28' | 2:0(2:0)Raport | Samoa | Stadion Narodowy, Suva Widzów: 500 Sędzia: Ben Aukwai |
|                            |                                    |                |       |                                                       |

| 16 czerwca 2024 06:00 CEST | Papua-Nowa Gwinea · Semmy 88' | 1:5(0:2)Raport | Fidżi · 2' Begg · 43', 52' Dunn · 55' (sam.) A. Komolong · 64' Krishna | Stadion Narodowy, Suva Widzów: 1 700 Sędzia: Calvin Berg |
|                            |                               |                |                                                                        |                                                          |

| 19 czerwca 2024 06:00 CEST | Papua-Nowa Gwinea · Paul 24' | 1:1(1:1)Raport | Tahiti · 15' Degrumelle | Stadion Narodowy, Suva Widzów: 500 Sędzia: Campbell-Kirk Kawana-Waugh |
|                            |                              |                |                         |                                                                       |

| 19 czerwca 2024 09:00 CEST | Samoa · Salisbury 47' | 1:9Raport | Fidżi · 3', 61' Hughes · 38' Dunn · 45' (k), 54' (k) Krishna · 64' Baravilala · 67' Begg · 83', 89' Dogalau | Stadion Narodowy, Suva Widzów: 1 300 Sędzia: Calvin Berg |
|                            |                       |           | |                                                          |

| 22 czerwca 2024 06:00 CEST | Samoa · Trainor 68' | 1:2(0:1)Raport | Papua-Nowa Gwinea · 29' Semmy · 47' A. Kepo | Stadion Narodowy, Suva Widzów: 500 Sędzia: Ben Aukwai |
|                            |                     |                |                                             |                                                       |

| 22 czerwca 2024 09:00 CEST | Fidżi · Krishna 26' (k.) | 1:0(1:0)Raport | Tahiti | Stadion Narodowy, Suva Widzów: 1 500 Sędzia: Campbell-Kirk Kawana-Waugh |
|                            |                          |                |        |                                                                         |

## Faza pucharowa

### Drabinka
|  |                       |               |           |                       |   |               |               |       |
|  | Półfinały             | Półfinały     | Półfinały |                       |   | Finał         | Finał         | Finał |
|  | Półfinały             | Półfinały     | Półfinały |                       |   | Finał         | Finał         | Finał |
|  | 26 czerwca, Port Vila |               |           |                       |   |               |               |       |
|  |                       |               |           |                       |   |               |               |       |
|  | Nowa Zelandia         | Nowa Zelandia | 5         |                       |   |               |               |       |
|  | Nowa Zelandia         | Nowa Zelandia | 5         | 30 czerwca, Port Vila |   |               |               |       |
|  | Tahiti                | Tahiti        | 0         |                       |   |               |               |       |
|  | Tahiti                | Tahiti        | 0         |                       |   | Nowa Zelandia | Nowa Zelandia | 3     |
|  | 26 czerwca, Port Vila |               |           |                       |   | Nowa Zelandia | Nowa Zelandia | 3     |
|  |                       |               | Vanuatu   | Vanuatu               | 0 |               |               |       |
|  | Fidżi                 | Fidżi         | Vanuatu   | Vanuatu               | 0 | 1             |               |       |
|  | Fidżi                 | Fidżi         |           |                       |   |               |               |       |
|  | Vanuatu               | Vanuatu       | 2         |                       |   |               |               |       |
|  | Vanuatu               | Vanuatu       | 2         | Mecz o 3. miejsce     |   |               |               |       |
|  |                       |               |           |                       |   |               |               |       |
|  | 30 czerwca, Port Vila |               |           |                       |   |               |               |       |
|  |                       |               |           |                       |   |               |               |       |
|  | Tahiti                | Tahiti        | 2         |                       |   |               |               |       |
|  | Tahiti                | Tahiti        | 2         |                       |   |               |               |       |
|  | Fidżi                 | Fidżi         | 1         |                       |   |               |               |       |
|  | Fidżi                 | Fidżi         | 1         |                       |   |               |               |       |

### Półfinały
| 27 czerwca 2024 02:00 CEST | Nowa Zelandia · Surman 7' · Waine 45', 53' · Barbarouses 45+3', 72' | 5:0(2:0)Raport | Tahiti | Freshwater Stadium, Port Vila Widzów: 2 000 Sędzia: Veer Singh |
|                            |                                                                     |                |        |                                                                |

| 27 czerwca 2024 06:00 CEST | Fidżi · Cavuilagi 46' | 1:2(0:1)Raport | Vanuatu · 11' Spokeyjack · 56' Thomas | Freshwater Stadium, Port Vila Widzów: 5 200 Sędzia: Campbell-Kirk Kawana-Waugh |
|                            |                       |                |                                       |                                                                                |

### Mecz o 3. miejsce
| 30 czerwca 2024 02:00 CEST | Tahiti · T. Tehau 72', 83' | 2:1(0:0)Raport | Fidżi · 58' Krishna | Freshwater Stadium, Port Vila Widzów: 3 000 Sędzia: Campbell-Kirk Kawana-Waugh |
|                            |                            |                |                     |                                                                                |

### Finał
| 30 czerwca 2024 06:00 CEST | Nowa Zelandia · Howieson 2' · Randall 83' · Mata 90+2' | 3:0(1:0)Raport | Vanuatu | Freshwater Stadium, Port Vila Widzów: 10 000 Sędzia: Ben Aukwai |
|                            |                                                        |                |         |                                                                 |

| Nowa Zelandia | Vanuatu |

|                | 1  | Max Crocombe        |     |     |
|                | 4  | Tyler Bindon        | 78' | 88' |
|                | 5  | Finn Surman         |     |     |
|                | 13 | Liberato Cacace (c) |     |     |
|                | 16 | Sam Sutton          |     | 73' |
|                | 6  | Cameron Howieson    |     |     |
|                | 8  | Alex Rufer          |     |     |
|                | 7  | Kosta Barbarouses   |     |     |
|                | 11 | Elijah Just         |     | 81' |
|                | 14 | Ben Old             |     | 88' |
|                | 9  | Ben Waine           |     | 73' |
| Zmiany:        |    |                     |     |     |
|                | 12 | Alex Paulsen        |     |     |
|                | 22 | Oliver Sail         |     |     |
|                | 2  | Tim Payne           |     |     |
|                | 3  | Lukas Kelly-Heald   |     | 88' |
|                | 15 | Tommy Smith         |     | 73' |
|                | 17 | Alex Greive         |     | 81' |
|                | 18 | Oskar van Hattum    |     |     |
|                | 19 | Jesse Randall       |     | 73' |
|                | 20 | Fin Conchie         |     |     |
|                | 21 | Max Mata            |     | 88' |
| Trener:        |    |                     |     |     |
| Darren Bazeley |    |                     |     |     |

|                   | 1  | James Iamar         |         |     |
|                   | 3  | Timothy Boulet      | 8', 75' |     |
|                   | 4  | Brian Kaltack (c)   |         |     |
|                   | 6  | Jason Thomas        |         |     |
|                   | 11 | Tasso Jeffrey       |         | 65' |
|                   | 5  | Jared Clark         | 63'     | 80' |
|                   | 16 | John Alick          |         | 80' |
|                   | 13 | Jonathan Spokeyjack |         |     |
|                   | 15 | Godine Tenene       |         |     |
|                   | 9  | Alex Saniel         |         | 65' |
|                   | 14 | John Wohale         | 37'     | 80' |
| Zmiany:           |    |                     |         |     |
|                   | 12 | Dgen Leo            |         |     |
|                   | 23 | Joshua Willie       |         |     |
|                   | 2  | Lency Philip        |         |     |
|                   | 7  | Michel Coulon       |         |     |
|                   | 8  | Claude Aru          |         | 80' |
|                   | 10 | Bong Kalo           |         |     |
|                   | 17 | Kerry Iawak         |         | 65' |
|                   | 18 | Kensi Tangis        |         | 65' |
|                   | 19 | Jayson Timatua      |         |     |
|                   | 20 | Alick Worworbu      |         | 80' |
|                   | 21 | Joe Moses           |         | 80' |
| Trener:           |    |                     |         |     |
| Juliano Schmeling |    |                     |         |     |

| - Piłkarz meczu: - Liberato Cacace |

| - Sędziowie asystenci: - Folio Moeaki - Malaetala Salanoa - Sędzia techniczny: - Veer Singh |

## Strzelcy

### 5 goli
- Roy Krishna

### 4 gole
- Ben Waine

### 3 gole
- Thomas Dunn
- Kosta Barbarouses
- Teaonui Tehau

### 2 gole
- Nabil Begg
- Etonia Dogalau
- Setareki Hughes
- Max Mata
- Tommy Semmy
- Matéo Degrumelle

### 1 gol
- Filipe Baravilala
- Sitiveni Cavuilagi
- Cameron Howieson
- Elijah Just
- Ben Old
- Jesse Randall
- Finn Surman
- Ati Kepo
- Pala Paul
- Luke Salisbury
- Pharrell Trainor
- Jonathan Spokeyjack
- Kensi Tangis
- Jason Thomas

### Gole samobójcze
- Alwin Komolong (dla Fidżi)
- Brian Kaltack (dla Nowej Zelandii)

## Nagrody
| Złota Piłka     | Złoty But   | Złota Rękawica | Nagroda Fair Play |
| --------------- | ----------- | -------------- | ----------------- |
| Liberato Cacace | Roy Krishna | Max Crocombe   | Nowa Zelandia     |

## Klasyfikacja końcowa
Uwaga: Rozstrzygnięcie meczu w rzutach karnych uznaje się jako remis i obu drużynom dodaje się 1 pkt.
| Miejsce                        | Reprezentacja     | Grupa | Mecze | Punkty | Bramki+ | Bramki− | Bramki +/− |
| ------------------------------ | ----------------- | ----- | ----- | ------ | ------- | ------- | ---------- |
| złoto                          | Nowa Zelandia     | A     | 4     | 12     | 15      | 0       | +15        |
| srebro                         | Vanuatu           | A     | 4     | 6      | 3       | 5       | -2         |
| brąz                           | Tahiti            | B     | 5     | 9      | 5       | 8       | -3         |
| 4.                             | Fidżi             | B     | 5     | 9      | 17      | 6       | +11        |
| Wyeliminowane w fazie grupowej |                   |       |       |        |         |         |            |
| 5.                             | Papua-Nowa Gwinea | B     | 3     | 4      | 4       | 7       | -3         |
| 6.                             | Wyspy Salomona    | A     | 2     | 0      | 0       | 4       | -4         |
| 7.                             | Samoa             | B     | 3     | 0      | 2       | 13      | -11        |